# 夜に抱かれて
『夜に抱かれて』（よるにだかれて）は、1994年10月19日から同年12月21日まで、日本テレビ系の「水曜ドラマ」枠で放送されたテレビドラマ。主演は東山紀之。全10回。

## 概要
子供のときに自分を「捨てた」母親のために借金をした地方公務員の流星は、自分を「売る」ことで金を稼ぐと決意をし、役所を退職する。しかし、エスコートクラブに騙されて、逆に数十万円の借金を背負ってしまう。自分をだました女性の苑子を突き止めるが、そこで高校時代の親友の司と再会する。司は外務省のエリート官僚だったが、退官してナンバーワンホストになっていた。
流星は、エスコートクラブ経営者の柿崎にさらわれるが、司と苑子に助けられる。流星は苑子と和解し、司のマンションで暮らし始める。流星は、司の派手な生活を見て、自分自身もホストになることを決意する。それから、苑子が客から騙し取られた金を奪い返すなど、三人は協力をするようになった。
しかし、高校時代から流星を愛していた司は、ホストとして頭角をあらわす流星に嫉妬に近い感情を抱く。一方、苑子は、かつて自分が手放さざる得なかった子供の存在に悩まされる。
こうして、銀座のママやホストクラブなどの華やかな夜の世界を舞台にして、騙され、傷つきながら生きていく男女の生々しい姿が映し出される。

## キャスト
- 神谷流星 - 東山紀之

元区役所公務員。借金の返済のために退職し、親友の稼ぐ金の大きさを見てホストになる。
- 中里苑子 - 岩下志麻

クラブの雇われママ。
- 麻桐司 - 髙嶋政宏

No.1ホスト。流星の高校の同級生。東大卒で元外交官。
- 村上剣（つるぎ）- 山口達也

18才のフリーター。元借金の取り立て屋。
- マサ - 坂本昌行

ホスト。
- 君塚畝子 - 渡辺えり子

苑子の友人。出張ホストクラブで詐欺を働く。
- 柿崎昇 - 団時朗
- 都築ミナ - 西川峰子
- 川瀬奈生 - 武田恵子

流星の妹。
- 川瀬芙美 - 白川和子

流星の母。15年前に流星を捨て、奈生を連れ再婚。
- 村上多恵子 - 大森暁美
- 土橋竜五郎 - 石田太郎
- 村上直記 - 中山仁

## スタッフ
- 脚本：井沢満
- 演出：細野英延、小山啓、猪股隆一
- プロデューサー：小山啓、川原康彦、篠崎幸生
- 音楽：服部隆之
- 主題歌：久保田利伸「夜に抱かれて -A Night in Afro Blue-」
- 挿入歌：坂上伊織「月あかりの神話」
- 制作協力：日本テレビエンタープライズ（現：日テレアックスオン）
- 制作：日本テレビ

## 放送日程
| 話数   | 放送日   | サブタイトル   |
| ------ | -------- | -------------- |
| 第1話  | 10月19日 | ホスト志願     |
| 第2話  | 10月26日 | 禁色の告白     |
| 第3話  | 11月02日 | 子恋い、母恋い |
| 第4話  | 11月09日 | 罠（トリック） |
| 第5話  | 11月16日 | ゲームの報酬   |
| 第6話  | 11月23日 | 愛への長い旅   |
| 第7話  | 11月30日 | 敵（ライバル） |
| 第8話  | 12月07日 | 対立           |
| 第9話  | 12月14日 | 傷跡           |
| 最終話 | 12月21日 | 再生           |